# كوزيمو أنتونيلي
كوزيمو أنتونيلي (بالإيطالية: Cosimo Antonelli)‏ (23 يوليو 1925 – 16 يناير 2014) هو سبّاح إيطالي راحل، مثّل بلاده في الألعاب الأولمبية الصيفية 1956.

## روابط خارجية
كوزيمو أنتونيلي على موقع اللجنة الأولمبية الدولية (الإنجليزية)
- كوزيمو أنتونيلي على موقع أوليمبيديا (الإنجليزية)